# Edna and Harvey: Harvey's New Eyes
Edna & Harvey: Harvey's New Eyes, ook kortweg gekend als Harvey's New Eyes, is een point-and-click adventure-spel van Daedalic Entertainment. Het spel kwam uit op 16 oktober 2012. Het is een sequel van Edna & Harvey: The Breakout.

## Spelbesturing
Het spel speelt zich af in een tweedimensionale cartoonachtige wereld. De speler bestuurt het hoofdpersonage Lilly. In tegenstelling tot de meeste andere avonturenspellen zijn er geen aanklikbare dialogen. Nadat de speler op een ander personage klikt om een conversatie aan te gaan, verschijnen er onderaan het scherm enkele symbolen die een bepaald onderwerp aanduiden. Het spel bevat evenmin een lijst met acties. Wanneer de speler een voorwerp aanklikt dat hij kan opnemen, komt dit automatisch in de inventaris. Verder dient de speler de items in de inventaris wel met elkaar te combineren om zo nieuwe voorwerpen te creëren. De voorwerpen uit de inventaris kan men aan andere personages geven of combineren met attributen die men niet in de inventaris kan steken.

## Verhaal
Het verhaal speelt zich af in een strenge kostschool geleid door een vrouwelijke kloosterorde met aan het hoofd abdis Ignatz. Op de kostschool zitten enkele leerlingen waaronder het hoofdpersonage Lilly. Ze is een onzeker, verlegen meisje dat niet in het openbaar durft spreken. Ook Edna gaat hier naar school en het is duidelijk dat ze minder gestoord is als in The Breakout. 
De abdis kan niet meer overweg met de jeugdige vrolijkheid en wil dokter Marcel inschakelen om de kinderen te brainwashen zodat ze braaf zijn. Wanneer Edna dit nieuws verneemt, verbergt ze zich en wil ze vluchten: ze heeft namelijk op het einde van The Breakout dokter Marcel van de trap geduwd en hem voor dood achtergelaten, al kan ze zich de aanleiding niet meer herinneren. Ze vreest dat Marcel uit is op wraak wanneer hij haar vindt. Daarom geeft Edna aan Lilly de opdracht om alle sporen naar haar te wissen en om de andere kinderen te behoeden voor dokter Marcel.
Lilly achterhaalt dat Gerret, een van de oudere schooljongens, in werkelijkheid een undercoveragent is die de wanpraktijken van Ignatz aan het licht wil brengen. Gerret waarschuwt Lilly dat ze niet in handen mag vallen van dokter Marcel, wat toch gebeurt. Marcel gebruikt de lappenpop Harvey om haar in een hypnose te brengen. Deze hypnose zorgt ervoor dat Lilly plots heel wat zaken niet meer kan: spelen met vuur, ongehoorzaam zijn aan Moeder Overste, liegen, alcohol drinken, scherpe voorwerpen gebruiken, gevaarlijke plaatsen betreden en boos worden. Telkens Lilly een overtreding maakt, zorgt de hypnose ervoor dat ze een elektrische schok krijgt. Ook verschijnt Harvey dan, in de vorm van een demon, die Lilly op haar fout wijst. 
Gerret bezorgt Lilly een waarheidsserum dat Ignatz moet opdrinken. Zo achterhaalt Gerret dat de wanpraktijken te maken hebben met een kindertrauma van Ignatz en heeft hij voldoende bewijzen. Gerret zegt Lilly ook dat ze stap voor stap uit de hypnose kan geraken door te vechten met de verbods-demonen. Lilly ontdekt dat ze de Harvey-demon ook kan hypnotiseren waardoor ze in een trance-wereld terechtkomt. In de trance kan ze op zoek gaan naar een manier om de verboden een voor een op te heffen.
Ondertussen is Edna uit de kostschool ontsnapt en zijn Lilly en Gerret haar achtervolgd. Echter wordt Edna ontvoerd door enkele medewerkers van dokter Marcel en overgebracht naar de psychiatrische instelling. Gerret gaat hulp inroepen en, ondanks zijn waarschuwing, betreedt Lilly de psychiatrische instelling om op zoek te gaan naar Edna.
Nadat Lilly Edna vindt, blijkt ook dat Gerret werd gevangenomen en dat dokter Marcel op beiden Harvey gebruikt om hen te hypnotiseren. Ook heeft dokter Marcel ondertussen Ignatz gebrainwashed. Lilly kan Ignatz uit haar trance halen. Ignatz heeft spijt van haar daden en geeft Lilly een mes zodat ze Edna en Gerret kan bevrijden. Dokter Marcel tracht Lilly te overtuigen dat ze ziek is en psychiatrische hulp nodig heeft. Edna herinnert zich de gebeurtenissen uit The Breakout. Omdat Lilly ondertussen al haar blokkades heeft overwonnen, kan ze doen wat ze wil. Het spel heeft dan ook drie eindes: ze steekt Marcel neer, ze gaat in therapie of ze spreekt Marcel tegen en gaat weg.